# Bruce Wszechmogący
Bruce Wszechmogący (ang. Bruce Almighty) – film komediowy z 2003 roku, produkcji USA, w reżyserii Toma Shadyaca.
Serwis Rotten Tomatoes przyznał mu wynik 48%.

## Obsada
- Jim Carrey – Bruce Nolan
- Morgan Freeman – Bóg
- Jennifer Aniston – Grace Connelly
- Lisa Ann Walter – Debbie
- Philip Baker Hall – Jack Baylor
- Steve Carell – Evan Baxter
- Catherine Bell – Susan Ortega
- Sally Kirkland – Anita Mann
- Nora Dunn – Ally Loman
- Jack Jozefson – bezdomny

## Fabuła
Bruce Nolan jest reporterem telewizyjnym lokalnej telewizji w Buffalo. Po nieudanym dniu (strata pracy, kłótnia z dziewczyną, pobicie, wypadek samochodowy) obwinia o swoje nieszczęścia Boga, który wkrótce kontaktuje się z nim i obdarza go swoją mocą, ponieważ wyjeżdża na tygodniowy urlop. Pragnie się też przekonać, czy Bruce będzie lepszy w jego roli. Ten jednak zrozumie, że nie tak łatwo być Bogiem.

## Ekipa
- Reżyser: Tom Shadyac
- Scenarzysta: Steve Koren
- Scenarzysta: Mark O’Keefe
- Scenarzysta: Steve Oedekerk
- Muzyka: John Debney
- Zdjęcia: Dean Semler
- Scenografia: Linda DeScenna
- Montaż: Scott Hill
- Kostiumy: Judy L. Ruskin

## Nagrody
- 2003 – Teen Choice Awards (Choice Movie Actor Comedy: Jim Carrey)
- 2004 – People’s Choice Awards, USA (Favorite Comedy Motion Picture)
- 2004 – MTV Movie Awards, Meksyk (Most Divine Miracle in a Movie: Jim Carrey)
- 2004 – Kids' Choice Awards, USA (Favorite Movie Actor: Jim Carrey)
- 2004 – Image Awards (Outstanding Supporting Actor in a Motion Picture: Morgan Freeman)
- 2004 – ASCAP Film and Television Music Awards (Most Performed Song from a Motion Picture: „I’m with You”)